# Raúl Artigot
Raúl Artigot (Zaragoza, 12 de febrero de 1936-Arriondas, 25 de diciembre de 2014) fue un cineasta español.

## Biografía
Artigot nació en Zaragoza en 1936. Su carrera inició en la década de 1960, cuando empezó a desempeñarse como director de fotografía, inicialmente en cortometrajes y documentales y más adelante en una gran cantidad de largometrajes de la mano de renombrados directores como Jesús Franco, Amando de Ossorio, Francisco Lara Polop, Eloy de la Iglesia y Francesc Betriú.
En 1973 dirigió su primer largometraje, titulado El monte de las brujas. La película, protagonizada por Patty Shepard, Cihangir Gaffari, Guillermo Bredeston, Mónica Randall y Soledad Silveyra, no pudo ser exhibida en los cines de España debido a la censura, por lo que vio su estreno en los Estados Unidos. Artigot dirigió otros dos largometrajes, Cabo de vara en 1978 y Bajo en nicotina en 1984.
El cineasta falleció el 25 de diciembre de 2014 en Arriondas, Asturias.

## Filmografía

### Como director
- 1972 - El monte de las brujas
- 1978 - Cabo de vara
- 1984 - Bajo en nicotina[5]

### Como director de fotografía
- 1966 - Su nombre es Daphne
- 1969 - Las nenas del mini-mini
- 1971 - Una chica casi decente
- 1971 – Préstame quince días
- 1971 - El vendedor de ilusiones
- 1973 – Los demonios
- 1974 - Perversión
- 1974 – El insólito embarazo de los Martínez
- 1976 - Manuela
- 1976 - Ligeramente viudas
- 1976 - Esclava te doy
- 1977 - Me siento extraña
- 1977 - La criatura
- 1977 - La chica del pijama amarillo
- 1977 - Esposa y amante
- 1977 - Con uñas y dientes
- 1978 - Historia de "S"
- 1980 - Yo hice a Roque III
- 1980 - La masajista vocacional
- 1980 - El liguero mágico
- 1980 - El erótico enmascarado
- 1981 - ¡Qué gozada de divorcio!
- 1982 - Todos al suelo
- 1982 - La plaza del diamante
- 1984 – Juana la loca... de vez en cuando
- 1985 - El misterio de Cynthia Baird
- 1985 - Réquiem por un campesino español